# Hermann Collitz
Hermann Collitz (4 février 1855 - 13 mai 1935) est un linguiste historique allemand et indo-européaniste, qui passe une grande partie de sa carrière aux États-Unis.

## Biographie
Né à Bleckede près de Lunebourg en 1885. Collitz obtient un doctorat en 1878 à l'Université de Göttingen avec une thèse sur "L'émergence de la série palatale indo-iranienne" (en allemand : Die Entstehung der indoiranischen Palatalreihe), et son diplôme d'habilitation en 1885 à l'Université de Halle pour "L'inflexion des noms à triple gradation en ancien indien et en grec : les cas du singulier" (en allemand : Die Flexion der Nomina mit dreifacher Stammabstufung im Altindischen und im Griechischen - Die Casus des Singular).
En 1886, Collitz émigre aux États-Unis, où il enseigne au Collège Bryn Mawr de Philadelphie. En 1907, il s'installe à l'Université Johns-Hopkins à Baltimore, Maryland, où il occupe une chaire d'études germaniques. Il est élu membre de la Société américaine de philosophie en 1902.
En 1924, Collitz est élu premier président de la Linguistic Society of America. En 1927, il prend officiellement sa retraite de Johns Hopkins, mais reste à Baltimore jusqu'à sa mort en 1935.
Le 13 août 1904, il épouse Klara Hechtenberg, une collègue philologue d'origine allemande. À sa mort, en 1944, elle laisse la majeure partie de sa succession à la Linguistic Society of America pour fonder la chaire Hermann et Klara H. Collitz en philologie comparée. Elle laisse les papiers de son mari à l'Université Johns Hopkins.

## Publications
- Sammlung der griechischen Dialektinschriften (1884–1909; avec Friedrich Bechtel )
- Die Verwandtschaftsverhältnisse der griechischen Dialekte (1895)
- Die Neueste Sprachforschung (1886)